# Portugal Secreto
Portugal Secreto é uma série documental de História portuguesa apresentada pelo jornalista Carlos Vaz Marques, escrita e realizada pela dupla Paula González e Nuno Baptista, produzida por Pandora da Cunha Telles e Pablo Iraola pela Ukbar Filmes, responsáveis pela série da RTP, A Espia, o filme, Soldado Milhões, e a co-produção do filme, The Man Who Killed Don Quixote, entre outros projectos.
A série conta com a participação de diversos historiadores, sociólogos, investigadores e personalidades das mais variadas áreas.
A série estreou a 9 de Abril no Canal Q.

## Sinopse
A série visa a testar e comprovar diversos narrativas da História de Portugal passadas de geração em geração, como a crença de que Portugal foi o primeiro país a abolir a pena de morte e a banir a escravatura; tentar explicar o sucedido por detrás do desaparecimento do rei D. Sebastião; e desmentir ideias, como a da neutralidade portuguesa na II Grande Guerra Mundial, ou que Viriato era um pastor de Viseu, entre outros assuntos.

## Figuras Entrevistadas
- Carlos Vaz Marques como o entrevistador/anfitreão de todos os episódios
- Isabel Pestana Marques
- Nuno Markl
- João Paulo Avelã
- Óscar Burmester
- Irene Pimentel

## Episódios
| Nº | Título                       | Data de Exibição Original | Audiência (Espectadores) | Audiência (Share %) |
| -- | ---------------------------- | ------------------------- | ------------------------ | ------------------- |
| 1  | A Profecia                   | 9 de Abril de 2020        |                          |                     |
| 2  | Finisterrae                  | 15 de Abril de 2020       |                          |                     |
| 3  | A Guerra Sem Trincheiras     | 23 de Abril de 2020       |                          |                     |
| 4  | Olho Por Olho                | 29 de Abril de 2020       |                          |                     |
| 5  | O Jogo da Neutralidade Pt. 1 | 6 de Maio de 2020         |                          |                     |
| 6  | O Jogo da Neutralidade Pt. 2 | 13 de Maio de 2020        |                          |                     |
| 7  | Epopeia de um Mito           | 20 de Maio de 2020        |                          |                     |
| 8  | Os Outros Habitantes         | 27 de Maio de 2020        |                          |                     |